# Mephritus serius
Mephritus serius är en skalbaggsart som först beskrevs av Newman 1841.  Mephritus serius ingår i släktet Mephritus och familjen långhorningar. Inga underarter finns listade i Catalogue of Life.